# Al Foster
Al Foster (Aloysius Tyrone Foster) (Richmond, 18 gennaio 1943 – New York, 28 maggio 2025) è stato un batterista statunitense, noto soprattutto per la sua lunga collaborazione con Miles Davis tra la metà degli anni settanta e quella degli anni ottanta. Foster fu anche uno dei pochi amici che Davis continuò a frequentare dopo il suo ritiro alla fine degli anni 70.

## Biografia
La carriera di Foster, un polistrumentista capace di suonare anche il sassofono, il pianoforte e il basso, cominciò precocemente a New York nei gruppi del trombettista Blue Mitchell, e Hugh Masekela nel 1960. Negli anni seguenti fu nei gruppi di Joe Henderson, Herbie Hancock e Sonny Rollins, collaborando occasionalmente con altri importanti musicisti jazz tra i quali Horace Silver, Freddie Hubbard, McCoy Tyner, Wayne Shorter, Bobby Hutcherson, John Scofield, Pat Metheny, Charlie Haden, Randy e Michael Brecker, Bill Evans, George Benson, Kenny Drew, Carmen McRae, Stan Getz, Toots Thielemans, Dexter Gordon, Chick Corea, Thelonious Monk, Dave Holland, Buster Williams, Benny Golson, Branford Marsalis, Sting, John McLaughlin, Michel Petrucciani e Dexter Gordon. Tra le sue ultime collaborazioni lavorò spesso con Sonny Rollins e McCoy Tyner.
(Miles Davis)
Dopo l'incontro al Cellar Door, attorno al 1971, Foster rimpiazzò Leon "Ndugu" Chancler e Jack DeJohnette come batterista del gruppo e rimase con Davis fino al suo ritiro (che durò cinque anni), continuando a frequentarlo anche durante la lontananza dal mondo della musica e divenendo il batterista del gruppo che Davis formò al suo ritorno nel 1980, rimanendo nel gruppo fino al 1985.
(Miles Davis)
Dopo la separazione da Davis (con cui ritornò brevemente nel 1989 per incidere l'album "Amandla"), Foster continuò una carriera da sideman di lusso, con decine di registrazioni al suo attivo, pubblicando anche un disco da leader nel 1997.
Foster rimase attivo anche negli suoi ultimi anni, apparendo spesso in concerti sia come side-man che a capo del suo quartetto-quintetto in giro per il mondo.
Il quartetto nacque con Doug Weiss al contrabbasso, Kevin Heys al pianoforte e Chris Potter al sassofono, variando nel tempo la formazione con la sostituzione di Potter con Eli Degibri al sassofono ed il susseguirsi di pianisti quali Aaron Goldberg, George Colligan, Gary Versace, David Bimbaum ed altri.
In diverse occasioni il quartetto divenne un quintetto con l'aggiunta di Eddie Henderson alla tromba e al flicorno, mentre altre volte fu invece un pianoless trio.

## Discografia (come leader)
"Mixed roots" (Japan) 1978)
- 1997 - Brandyn, Laika Records[5]

2007  "Love peace & jazz"